# Antonia Torelli
Antonia Torelli (Montechiarugolo, 1406 – 1468) è stata una nobile italiana.

## Biografia
Figlia di Guido Torelli, conte di Guastalla e di Montechiarugolo e di Orsina Visconti, nel 1428 si unì in matrimonio con l'allora quindicenne Pier Maria II de' Rossi, conte di San Secondo.
Il suo tuttavia non fu un matrimonio felice, la Torelli dovette sopportare per tutta la vita l'esplicita e pubblica passione che il marito aveva per Bianca Pellegrini di Arluno. Nonostante ciò seppe essere a fianco del marito nei momenti più importanti come nel 1448 quando aiutò il marito a recuperare Parma dopo la morte dell'ultimo duca della dinastia viscontea.
La Torelli risiedette permanentemente con i figli nella Rocca dei Rossi di San Secondo, subendo l'umiliazione di vedere edificato tra il 1448 e il 1460 nella non lontana Arzenoldo  un castello eretto come residenza invernale per l'amante, tale castello finì con il rinominare il paese stesso che da allora venne chiamato Roccabianca. Secondo alcune fonti pare che Pier Maria, per salvare almeno le apparenze, abbia fatto intonacare di bianco il castello in modo da creare un'ambiguità sulla designazione del nome della Rocca.
Negli stessi anni venne edificato il castello di Torrechiara che divenne residenza estiva di Bianca Pellegrini.
Il Rustici ricorda la Torelli in una cantilena elogiandola per i consigli, a sapienza e la prudenza. Antonia Torelli morì forse di peste nel 1468, il marito, rimasto vedovo, pare che in seguito non abbia mai sposato Bianca Pellegrini.

## Discendenza
Antonia e Pier Maria ebbero dieci figli:
- Giovanni de' Rossi (1431-1502) figlio primogenito, diseredato dal padre;
- Roberto (?-1541);
- Donella (1435- post 1483), sposa di Giberto III Sanvitale;
- Giacomo, (1436 - post 1483) condottiero;
- Guido de' Rossi (1440 circa -1490), condottiero e suo successore;
- Ugolino (1447-1498), religioso, canonico del Capitolo della Cattedrale di Parma;
- Bertrando (1440 - 1502) conte di Berceto;
- Bernardo (1432-1468), vescovo di Cremona;
- Eleonora;
- Maria Bianca.

## Ascendenza
|                   |                     |                           | Genitori                   |  |  | Nonni |  |  | Bisnonni        |  |  | Trisnonni       |  |
|                   |                     |                           |                            |  |  |       |  |  | Guido I Torelli |  |  | Torello Torelli |  |
|                   |                     |                           |                            |  |  |       |  |  | Guido I Torelli |  |  | Torello Torelli |  |
|                   |                     | Isabella del Carretto     |                            |  |  |       |  |  | Guido I Torelli |  |  |                 |  |
| Marsiglio Torelli |                     |                           |                            |  |  |       |  |  | Guido I Torelli |  |  |                 |  |
|                   |                     | Eleonora Gonzaga          | Filippino Gonzaga          |  |  |       |  |  |                 |  |  |                 |  |
|                   |                     | Eleonora Gonzaga          | Filippino Gonzaga          |  |  |       |  |  |                 |  |  |                 |  |
|                   |                     | Eleonora Gonzaga          | …                          |  |  |       |  |  |                 |  |  |                 |  |
| Guido Torelli     |                     | Eleonora Gonzaga          |                            |  |  |       |  |  |                 |  |  |                 |  |
|                   |                     | Niccolò d'Arco            | Odorico d'Arco             |  |  |       |  |  |                 |  |  |                 |  |
|                   |                     | Niccolò d'Arco            | Odorico d'Arco             |  |  |       |  |  |                 |  |  |                 |  |
|                   |                     | Niccolò d'Arco            | Binia di Lavellolungo      |  |  |       |  |  |                 |  |  |                 |  |
| Elena d'Arco      |                     | Niccolò d'Arco            |                            |  |  |       |  |  |                 |  |  |                 |  |
|                   |                     | Beatrice di Castelbarco   | Aldrighetto di Castelbarco |  |  |       |  |  |                 |  |  |                 |  |
|                   |                     | Beatrice di Castelbarco   | Aldrighetto di Castelbarco |  |  |       |  |  |                 |  |  |                 |  |
|                   |                     | Beatrice di Castelbarco   | Elsbet von Eschenloch      |  |  |       |  |  |                 |  |  |                 |  |
| Antonia Torelli   |                     | Beatrice di Castelbarco   |                            |  |  |       |  |  |                 |  |  |                 |  |
|                   | Vercellino Visconti | Uberto "Pico" Visconti    |                            |  |  |       |  |  |                 |  |  |                 |  |
|                   | Vercellino Visconti | Uberto "Pico" Visconti    |                            |  |  |       |  |  |                 |  |  |                 |  |
|                   | Vercellino Visconti | Aldusia                   |                            |  |  |       |  |  |                 |  |  |                 |  |
| Antonio Visconti  | Vercellino Visconti |                           |                            |  |  |       |  |  |                 |  |  |                 |  |
|                   |                     | Margherita della Pusterla | Guglielmo della Pusterla   |  |  |       |  |  |                 |  |  |                 |  |
|                   |                     | Margherita della Pusterla | Guglielmo della Pusterla   |  |  |       |  |  |                 |  |  |                 |  |
|                   |                     | Margherita della Pusterla | Achilla Visconti           |  |  |       |  |  |                 |  |  |                 |  |
| Orsina Visconti   |                     | Margherita della Pusterla |                            |  |  |       |  |  |                 |  |  |                 |  |
|                   |                     | Giovanni Carcano          | Antonio Carcano            |  |  |       |  |  |                 |  |  |                 |  |
|                   |                     | Giovanni Carcano          | Antonio Carcano            |  |  |       |  |  |                 |  |  |                 |  |
|                   |                     | Giovanni Carcano          | …                          |  |  |       |  |  |                 |  |  |                 |  |
| Anastasia Carcano |                     | Giovanni Carcano          |                            |  |  |       |  |  |                 |  |  |                 |  |
|                   |                     | …                         | …                          |  |  |       |  |  |                 |  |  |                 |  |
|                   |                     | …                         | …                          |  |  |       |  |  |                 |  |  |                 |  |
|                   |                     | …                         | …                          |  |  |       |  |  |                 |  |  |                 |  |
|                   |                     | …                         |                            |  |  |       |  |  |                 |  |  |                 |  |